# Die Katzen vom Gokogu-Schrein
Die Katzen vom Gokogu-Schrein (Originaltitel: 五香宮の猫 Gokōgū no neko, englisch The Cats of Gokogu Shrine) ist ein japanischer Dokumentarfilm. Er feierte am 17. Februar 2024 auf der 74. Berlinale Weltpremiere und wurde auf der Berlinale in der Sektion Forum gezeigt.

## Handlung
Die Katzen vom Gokogu-Schrein spielt im japanischen Ushimado, einer Hafenstadt in der Präfektur Okayama, an der Seto-Inlandsee. Zu sehen sind die streunenden Katzen, die um den kleinen, alten Shintō-Schrein Gokugo leben, sowie die Menschen, die sie versorgen und lieben. Nur einige wenige Einwohner Ushimados fühlen sich durch die Anwesenheit der Katzen gestört. Nebenbei gewährt der Film auch einen Blick auf die alternde, traditionelle Gemeinschaft um den Schrein.

## Produktion

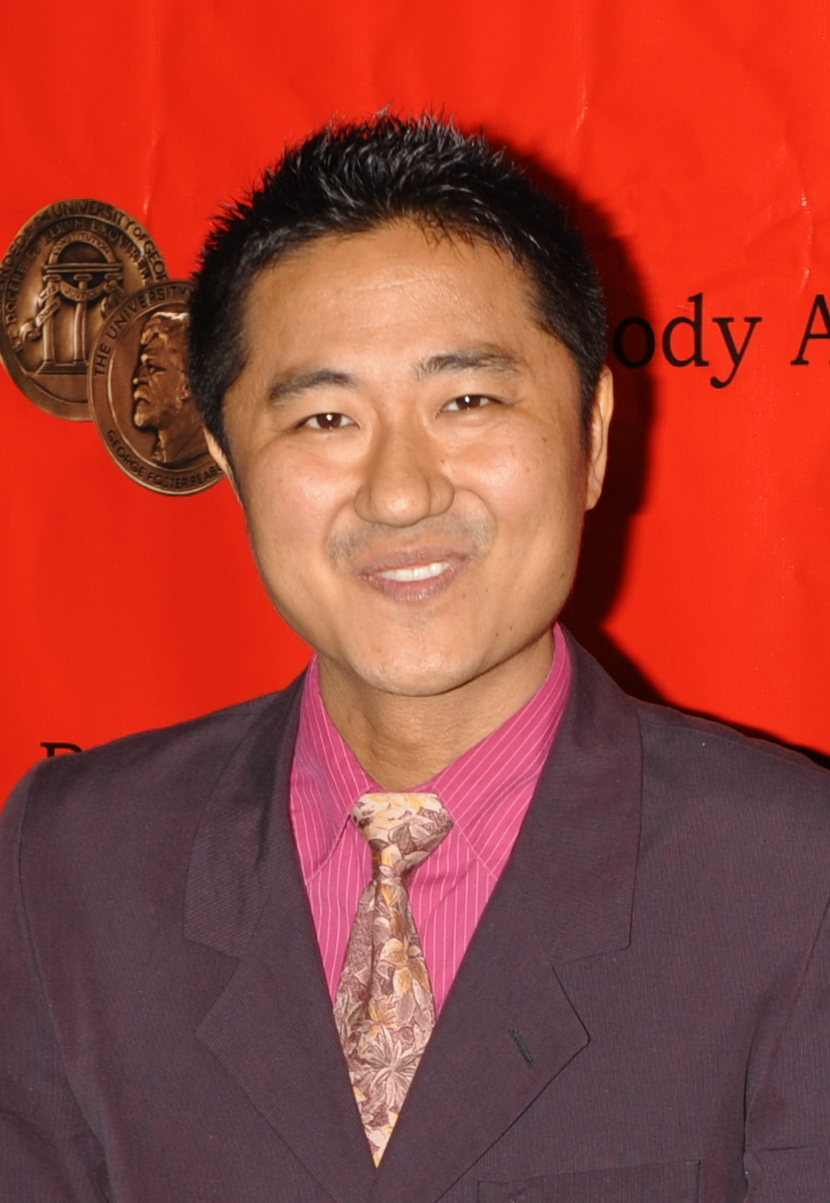
Kazuhiro Sōda 2009

Sōda ist für seinen beobachtenden Dokumentarfilmstil bekannt. Bereits 2010 filmte er in Peace streunende Katzen. In seinen Werken werden oft wichtige Themen der japanischen Gesellschaft mit einem distanzierten, minimalistischen Naturalismus dargestellt.
Sōda verfasste ein Buch, in dem er Richtlinien für Dokumentarfilme aufstellt, Why I Make Documentaries. Dort definierte er Regeln für Dokumentarfilme: ohne Recherche zu arbeiten, selbst die Kamera zu führen und für die Produktion aufzukommen, den Film nicht durch Erzählungen, Untertitel oder Musik zu verändern und sich vor dem Zusammenschneiden keine Ziele zu setzen. Nach diesen Maximen drehte er auch Die Katzen vom Gokogu-Schrein.
Der Dokumentarfilm feierte am 17. Februar 2024 auf der 74. Berlinale Weltpremiere und wurde auf der Berlinale in der Sektion Forum gezeigt. Dies ist der fünfte Film von Sōda, der an einer Berlinale teilnahm. Am 19. Oktober 2024 kam er in Japan in die Kinos. In Deutschland erlebte der Film seine Kinopremiere am 5. Dezember 2024.

## Rezeption
Auf der japanischen Filmwebsite eiga.com wurde über Die Katzen vom Gokogu-Schrein geschrieben: „Es ist eine entzückende, grausame, einfache und komplexe Vision der Welt.“ Alexandre Fontaine Rousseau schrieb auf der Website Panorama Cinéma über den Dokumentarfilm sinngemäß: „Sōda nähert sich der Realität ohne vorheriges Drehbuch und ohne vorgefasste Ideen und ist ein Meister darin, einfache, aber eindrucksvolle Szenen aus dem Leben heraus einzufangen.“
Das Arthaus-Portal Programmkino.de urteilt: „Alles ziemlich banal? Auf den ersten Blick allemal. Doch je länger man zuschaut, desto mehr kleine Welten öffnen sich ganz nebenbei. Ein Jahr lang, von Kirschblüte zu Kirschblüte, ist die unaufdringliche Kamera zu Gast in dem beschaulichen Badeort. Sie hakt das Publikum unter bei diesem eindrucksvollen Entschleunigungs-Trip.“

## Auszeichnungen und Nominierungen
Die Katzen vom Gokogu-Schrein wurde zu den Internationalen Filmfestspielen Berlin 2024 eingeladen. Der Film wurde auch in die Nominierungsliste für den Berlinale Dokumentarfilmpreis aufgenommen.